# 巴拉顿奇乔
巴拉顿奇乔（匈牙利語：Balatoncsicsó，匈牙利語發音：[ˈbɒlɒtont͡ʃit͡ʃoː]）是匈牙利维斯普雷姆州所辖的一个村，与巴拉顿湖相距约8公里，总面积13.20平方公里，总人口213，人口密度16.1人/平方公里（2010年1月1日）。